# Nationale geschiedschrijving
Nationale geschiedschrijving is historiografie binnen een natiestaat of staat.
De nadruk op de eigen beschaving bestaat al lang binnen de geschiedschrijving. Het hoogtepunt was echter de negentiende eeuw. In deze periode kwam historiografie op als academische richting en werd het meer en meer een vak. Het was deze periode dat er in Europa veel nieuwe staten ontstonden die op zoek waren naar anciënniteit, een rechtvaardiging van het bestaan gebaseerd op oude claims. Vroege historici zijn dan ook sterk beïnvloed door deze behoefte en deze benadering werd dan ook veel gebruikt bij de beschrijving van geschiedenissen buiten de landsgrenzen. Het had een introspectieve, eurocentristische nationale en universele geschiedschrijving tot gevolg.
Deze teleologische benadering resulteerde vaak in een nationalistische geschiedschrijving waarbij de oorsprong gezocht werd in een ver mythisch verleden en de ontwikkelingen daarna herschreven werden met de huidige staat als onontkoombaar eindpunt. De overgang van nationale naar nationalistische geschiedschrijving is echter geen scherpe grens en ook de eerste vorm is in veel gevallen gebaseerd op etnocentrisme. Waar echter nationale geschiedschrijving vaak zoekt naar verbindende elementen, legt de nationalistische vorm vaak de nadruk op verschillen en wordt de invloed van onder meer vrouwen en minderheden geminimaliseerd.
Vanaf de jaren zestig van de twintigste eeuw groeide het besef van de beperkingen van de etnocentrische geschiedschrijving. Om patronen te kunnen herkennen, moesten samenlevingen niet afzonderlijk bestudeerd worden, maar vooral de onderlinge wisselwerking. Afzonderlijk daarvan groeide de interesse naar het effect op de geschiedenis door veranderingen van geologie, klimaat en energiestromen en ecologische processen als verspreiding van ziektes, planten en dieren. Dit gaf een nieuwe impuls aan de ontwikkeling van de historiografische richting wereldgeschiedenis. Dit vakgebied wordt echter nog steeds relatief weinig uitgeoefend en tot op heden is er veel meer aandacht voor nationale, regionale en lokale geschiedschrijving.
Vooral vanaf de jaren tachtig ontstond een moderne vorm van nationale geschiedschrijving waarin het romantisch nationalisme grotendeels verdwenen is. Niet langer is de vorming van de huidige staat onvermijdelijk, maar is duidelijk dat de natievorming contingent is en ook anders had kunnen lopen.